# Tisícina
Tisícina je pojem, který v desítkové soustavě představuje číslo 10−3 (0,001). Matematicky jde o ekvivalent promile.
V soustavě SI se tisícina vyjadřuje předponou mili (z latinského milli), kterou nalézáme v jednotkách milimetr, milisekunda, milibar…